# Lo stravagante mondo di Greenberg
Lo stravagante mondo di Greenberg (Greenberg) è un film del 2010 scritto e diretto da Noah Baumbach, con protagonisti Ben Stiller e Greta Gerwig.

## Trama
Florence Marr è un'aspirante cantante che si esibisce saltuariamente in qualche locale, supportata dalla sua amica Gina. Attualmente lavora come tuttofare presso la famiglia Greenberg che vive sulle colline di Hollywood, a cui si dedica completamente. Florence rimane a casa loro da sola quando la famiglia di Phillip Greenberg con moglie e figli va in vacanza in Vietnam. Libera dagli impegni della famiglia Greenberg, può pensare un po' di più alla sua vita personale.
A breve arriva in casa Greenberg il fratello di Phillip, Roger, in piena crisi esistenziale che da New York si trasferisce a Los Angeles per sistemare alcune cose a casa del fratello, essendo lui un falegname. Roger è un single quarantenne e un po' smarrito. Con questo stile di vita, si avvicina a Florence, con cui inizia una relazione a sfondo sessuale. Il tutto intrecciato con il rivedere i suoi vecchi amici che però ora hanno una loro vita, in particolare Ivan Schrank suo compagno della loro ex-band e la sua ex, Beth.
La storia prosegue con una crescita del rapporto tra Roger e Florence, in cui si susseguono litigi e incomprensioni, ma anche confessioni e tenerezze. Nel frattempo si articolano diverse situazioni tra le quali la malattia di Mahler, il cane della famiglia, il ricovero di Florence che abortisce dopo aver scoperto di essere incinta dell'ex ragazzo, ed una festa a casa Greenberg, organizzata da Sara ed una sua amica. Il giorno seguente la festa le ragazze devono partire per l'Australia e convincono Roger ad andare con loro, ma all'ultimo lui si ricorderà di Florence e tornerà a prenderla all'ospedale.

## Produzione
Il film è stato girato interamente a Los Angeles, California.

## Distribuzione
La pellicola è stata presentata in anteprima il 14 febbraio 2010 durante la 60ª edizione del Festival di Berlino, successivamente il film è stato distribuito negli Stati Uniti il 19 marzo 2010 dalla Focus Features. In Italia il film venne distribuito dalla BiM Distribuzione dal 25 marzo 2011.

## Colonna sonora
La colonna sonora del film è stata composta da James Murphy dei LCD Soundsystem.

## Riconoscimenti
Il film è stato in competizione per l'Orso d'oro nel corso della 60ª edizione del Festival di Berlino. Ha inoltre ottenuto quattro candidature agli Independent Spirit Awards 2011, nella categoria miglior film, per le interpretazioni di Ben Stiller e Greta Gerwig, e per la miglior fotografia di Harris Savides.